# Pseudosynagelides bunya
Pseudosynagelides bunya är en spindelart som beskrevs av Zabka 1991. Pseudosynagelides bunya ingår i släktet Pseudosynagelides och familjen hoppspindlar. Inga underarter finns listade i Catalogue of Life.